# Microcylloepus angustus
Microcylloepus angustus är en skalbaggsart som beskrevs av Hinton 1940. Microcylloepus angustus ingår i släktet Microcylloepus och familjen bäckbaggar. Inga underarter finns listade i Catalogue of Life.